# (2206) Габрова
(2206) Габрова (лат. Gabrova) — астероид, открытый 1 апреля 1976 года советским астрономом Николаем Черных в Крымской астрофизической обсерватории и названный в честь города Габрово, чьи жители давно стали героями многочисленных анекдотов.

Орбита астероида Габрова и его положение в Солнечной системе
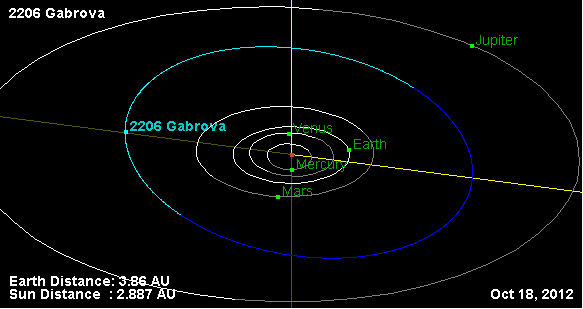
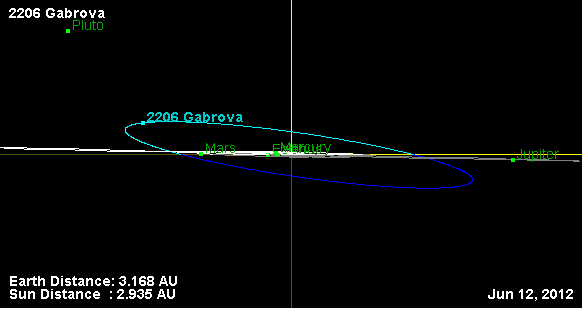

Поскольку астероид был открыт в День смеха, ему было решено присвоить имя города, считающегося болгарской столицей юмора, так что даже официальное сообщение об утверждении соответствующего Циркуляра по малым планетам гласит: Будучи открытой в День смеха, эта малая планета названа в честь болгарского города Габрово, известного юмором и весёлым духом. 
В экспозиции габровского Дома юмора и сатиры хранится копия Почётного свидетельства о присвоении названия астероиду 2206, выданного Институтом теоретической астрономии АН СССР.